# こんばやし元樹
こんばやし元樹（こんばやし もとき、旧芸名：小林 元樹、こばやし もとき、1974年3月11日 - ）は、日本の俳優である。
事務所はTMコーポレーション → ハイイロ

## 人物
兵庫県出身。
1995年近畿大学芸術学科演劇芸能専攻卒業。1998年単身渡米。NY リーストラスバーグ演劇研究所にてメソッドを学ぶ。その傍ら、NY在住日本人演劇集団『俳優集団』を結成。日本人俳優が自らの手でチャンスを掴むため精力的に活動、NYオフオフブロードウェイを中心に自主公演を行う。2001年、NYミッドタウン国際演劇祭に参加。オリジナル演目『Happy Hour』（演出：荒井琢呂）が最優秀作品賞に選出される。新国立劇場 芸術監督を務める演出家・小川絵梨子氏がアメリカ在住時に演出した数々の舞台に出演。2005年、岸田國士作『紙風船』（演出：小川絵梨子）を英語上演。アメリカ合衆国最有力紙の一つ、ニューヨーク・タイムズにて好評を博し注目を集める。同年、全米最大級の国際演劇祭 NY International Fringe Festivalに参加。岸田國士作『命を弄ぶ男二人』（演出：小川絵梨子）を英語上演。
映像活動においては、2003年、短編映画『Hide & Seek』(監督：Keiichi Kondo)に主演、国際短編映画祭 Asian American Filmmakers Collaborative:64 Hour Film Shootoutにて最優秀主演男優賞を受賞。総予算約90億円のハリウッド映画『グレート・レイド～史上最大の作戦～』（2005年世界公開）では、オーディションを勝ち抜き、準主演長井少佐役に抜擢され、ジョセフ・フィアンズ、サム・ワージントン、ベンジャミン・ブラットらと共演。
2010年、拠点を東京に移す。2018年、出演作品『River』にて、Love International Film Festival最優秀助演男優賞受賞。Milano International Filmmakers Festival最優秀助演男優賞ノミネート。2019年、ラグビー日本代表、奇跡の勝利を描いた日豪合作映画『ブライトン・ミラクル』（脚本・監督：マックス・マニックス）に出演・共同プロデューサーとして参加。
映画『宇宙兄弟』（監督：森義隆）、日豪合作『ブライトン・ミラクル』（監督：マックス・マニックス）、CXドラマ『プラチナエイジ』（演出：阿部雄一）などの撮影現場では英語力を生かし、通訳・英語指導も行っている。近年はプロデュース業に携わるほか、大手芸能事務所等で演技指導、若手の育成にも力を注いでいる。

## 出演

### 映画
- ハイド & シーク Hide & Seek（2004年、近藤圭一監督）(アジア・アメリカ国際映画祭64 Hour Film Shootout 部門にて最優秀主演男優賞受賞)
- グレート・レイド～史上最大の作戦～The Great Raid（2005年、ミラマックス、ジョン・ダール監督）ー　長井少佐役
- サブレット　The Sublet（2008年、ジョージアナ・ネスタ―監督）　－　日本人ビジネスマン役
- ティー & シガレット　Tea & Cigarette（2009年、ダニエル・タン監督）　－　カズ役
- ランナウェイズ　The Runaways（2009年、クロックワークス、フローリア・シジスモンディ監督）　－　日本人記者役
- 宇宙兄弟　（2012年、東宝、森義隆監督）　－　通訳・英語指導　－　記者役
- 任侠ヘルパー　（2012年、東宝、西谷弘監督　－　市議会議員役
- 死神失格　（2013年、渡邊世紀監督）（Short Shorts Film Festival & Asia × 沖縄国際映画祭 特別コラボ作品）
- 鷲と鷹　（2014年、ユナイテッドエンタテインメント、大澤樹生監督）
- 予告犯　（2015年、東宝、中村義洋監督）　－　小林役
- River　（2018年、合アレン監督） （Love International Film Festival 最優秀助演男優賞受賞、Milano International Filmmakers Festival 最優秀助演男優賞ノミネート 　－　木下仁役
- 響 -HIBIKI- （2018年、東宝、月川翔監督）　－　望月役
- ブライトン・ミラクル　The Brighton Miracle　（2019年、ミラクル・フィルムズ、マックス・マニックス監督）　－　佐藤秀典役
- Fukushima50　（2020年、東宝、若松節朗監督）　－　伊崎父役（回想）
- サイレントトーキョー　（2020年、東映、波多野貴文監督）　－　ハンドラー役

### テレビドラマ
- 新ニューヨーク恋物語（2004年、共同テレビ、CX、藤田明二演出）
- ウルトラマンネクサス Episode.07（2004年、CBC） - 警官 役
- マンハッタンダイアリーズ　（2009年、Gyao、光野道夫演出）　－　ケンタ役
- 聖この夜〜クリスマスツリーの奇跡〜（2012年）
- 鯉昇れ、焦土の空へ　（2014年、NHK、森義隆演出）　－　辻井弘役
- プラチナエイジ　38～40話　（2015年、CX、阿部雄一演出）　－　英語指導　－　会社員役
- 予告犯　（2015年、WOWOWドラマW、中村義洋演出）　－　小林役
- 嘘の戦争　（2017年、CX、三宅嘉重演出）　－　記者役
- シグナル　（2018年、KTV、内片輝演出）　－　記者役
- ダイアリー　（2018年、NHK BSプレミアム、岩本仁志演出）　－　高井医師役
- BRIDGE はじまりは1995.1.17神戸　（2019年、KTV、白木啓一郎演出）（KTV60周年記念ドラマ）　－　阿南役
- TOKYO VICE　第3話・第5話・第6話（2022年4月 - 、HBO Max・WOWOW） - 鵜飼遥希 役
- 特捜9 season7 第9話（2024年、テレビ朝日） - 千葉信二 役

### 舞台
- 鞄（2001年、荒井琢呂演出）（ミッドタウン国際演劇祭最優秀賞受賞）
- 命を弄ぶ男二人（2005年、小川絵梨子演出）（フリンジ国際演劇祭正式出展作品）
- ONCE（2006年）
- ダンスレッスン（2006年、荒井琢呂演出）
- Another Sketch of Mind　（2011年、小川絵梨子演出）
- ミュージカル 流れる雲よ（2012年、2013年、2014年、2015年）
- ミュージカル WAYOUT（2014年、2015年、大塚幸汰演出）
- ミュージカル DAICHI（2016年、2017年、本藤起久子演出）
- ミュージカル DAICHI オンラインコンサート（2020年、本藤起久子演出）

### CM
- 2003年 - サイバーソニック（電動歯ブラシ）
- 2003年 - モヒガン サン（カジノ）
- 2004年 - NTT ドコモ USA
- 2007年 - フリック・コレクション美術館
- 2008年 - eSpinner（ワークアウト ビデオ）